# Diospyros daemona
Espèce
Statut de conservation UICN

 VU D2 : Vulnérable
Diospyros daemona est une espèce de plantes à fleurs de la famille des Ebenaceae.

## Publication originale
- Gardens' Bulletin, Straits Settlements 7: 169. 1933.